# Richard Wolf (Autor)
Richard Wolf (* 14. Juli 1900 in Bad Landeck, Landkreis Habelschwerdt, Provinz Schlesien; † 13. November 1995 in Rottach-Egern, Oberbayern) war ein deutscher Lehrer und Schriftsteller. Von 1958 bis 1965 war er Direktor des Goethe-Instituts.

## Leben
Richard Wolf studierte in Leipzig Musik und Erziehungswissenschaften. 1924 ging er als Lehrer nach Sofia und 1926 nach Warna als Gründer und Leiter einer Deutschen Auslandsschule. Bis 1945 war er Lektor für deutsche Sprache an Hochschulen und Instituten in China und Jugoslawien. Von Changsha führte ihn 1936 eine Schiffsreise über Japan, Indonesien, Singapore und Indien. Auf dieser Reise entstand sein Buch „Der östliche Bogen“, das 1943 in Berlin erschien. Als Anerkennung für seine Arbeit im Ausland erhielt er 1937 als erster Lektor von der Deutschen Akademie die Goethe-Medaille für Kunst und Wissenschaft in Silber.
Nach dem Zweiten Weltkrieg kehrte Wolf nach Deutschland zurück und trat in Bad Liebenzell in den innerdeutschen Schuldienst ein, schrieb weitere Bücher und war für verschiedene Rundfunkanstalten tätig. 1958 wurde er zweiter Direktor des Goethe-Instituts. Hierfür erhielt er später als Anerkennung das Bundesverdienstkreuz Erster Klasse. Die Goethe-Medaille in Gold wurde ihm 1965 für hervorragende Verdienste um die deutsche Sprache im Ausland verliehen. Die vielen Auslandsaufenthalte spielen in seinem literarischen Werk eine große Rolle. Er wurde 1988 mit dem Eichendorff-Literaturpreis geehrt.

## Schriften
- Der östliche Bogen. Luken & Luken, Berlin 1943.
- Die Brunnenkammer, Roman, 1968
- Steine sammeln – Steine zerstreuen. Unterwegs ins Damals. Wolf & Fuchs, Murnau 1997. ISBN 3-931247-01-5